# Epifani III de Constància
Epifani III de Constància (en llatí Epiphanius, en grec antic Ἐπιφάνιος), fou bisbe de Constància (l'antiga Salamina de Xipre) i metropolità de Xipre. Se li coneix una carta dirigida al patriarca Joan de Constantinoble de felicitació per la seva restauració com a patriarca (867). Algun altre escrit dels atribuïts a Epifani I o Epifani II podria ser també seu.